# Markus Zusak
Markus Zusak, avstralski pisatelj, * 23. junij 1975, Sydney, Avstralija
Znan je predvsem po knjigah The Book Thief in The Messenger (I Am the Messenger). Knjiga The Book Thief je prevedena v slovenščino.

## Življenje in delo
Markus Zusak se je rodil nemški materi in avstrijskemu očetu, ki sta v Avstralijo prebegnila v 50-ih letih 20. stoletja. Knjiga Kradljivka knjig (The Book Thief) sloni na njunem pripovedovanju o drugi svetovni vojni v Münchnu in na Dunaju. Nekatere od teh pripovedi si je Markus zapomnil in jih kasneje uporabil v svoji najuspešnejši knjigi - Kradljivka knjig. 
Markus še vedno živi v Sydneyju z ženo in dvema otrokoma.
Zusak se je odločil za pisateljsko pot pri 16-ih letih in je bil odločen, da bo to tudi njegov poklic. Prva knjiga, ki jo je napisal je bila The Underdog (1999), vendar je Markus za njeno izdajo potreboval sedem let. Prvi knjigi sta nato sledili še dve nadaljevanji Fighting Ruben Wolfe (2000) in When Dogs Cry (2001) (poznana tudi kot Getting the Girl). Leta 2002 je izdal knjigo z naslovom The Messenger, ki je bila mednarodno dobro sprejeta in je prejela tudi nekaj nagrad, med njimi ameriško nagrado Printz Honor in tudi naziv Knjiga leta. Vendar pa nobena teh knjig ni prevedena v slovenščino.
Leta 2005 je bila izdana knjiga Kradljivka knjig. Knjiga je bila izdana v Avstraliji, a pod okriljem ameriške založbene hiše. Kradljivka knjig je doživela mednarodni uspeh in Markusu je bila ponovno podeljena nagrada Printz Honor. Do danes je knjiga prevedena v več kot 40 jezikov, tudi v slovenščino. Posneta je bila tudi filmska adaptacija, ki je v kinematografe prispela novembra leta 2013. Film je bil nominiran za zlati globus.

## Kradljivka knjig
Kradljivka knjig je Markusovo najprepoznavnejše delo. Na Amazonovi spletni strani se je nekaj časa obdržala kot najbolj prodana knjiga, ravno tako je na seznam najbolje prodajanih knjig prišla v The New York Times in se na njem obdržala celih 230 tednov, v britanskem The Guardian pa je bila med petimi najbolje prodajanimi romani. 
Zgodbo pripoveduje Smrt, dogaja pa se v nacistični Nemčiji, v času, za katerega pripovedovalec poudari, da ima polne roke dela. Opisuje mlado deklico Liesel Meminger in odnos z njeno rejniško družino Hubermann ter drugimi prebivalci okoliša. Nato pa sredi vojne vihre v domu Hubermannovih zatočišče pred nacističnim režimom najde mlad Jud, na katerega se Liesel naveže.
Kritiki so zgodbo opisali kot mojstrsko pripoved z nabito čustvenostjo in čudovitimi prizori ter kot knjigo, ki ti lahko spremeni življenje.